# Atletica leggera ai XII Giochi panafricani - Marcia 20 km maschile
La marcia 20 km maschile ai XII Giochi panafricani si è svolta il 28 agosto 2019 a Rabat, in Marocco.
La competizione è stata vinta dal keniano Samuel Gathimba, che ha preceduto l'etiope Yohanis Algaw (argento) e il sudafricano Wayne Snyman (bronzo).

## Podio
| Oro     | Samuel Gathimba Kenya |
| Argento | Yohanis Algaw Etiopia |
| Bronzo  | Hamza Sahli Sudafrica |

## Risultati

### Finale
| Class   | Nome                   | Nazione   | Tempo    | Note |
| ------- | ---------------------- | --------- | -------- | ---- |
| Oro     | Samuel Gathimba        | Kenya     | 1h22'48" |      |
| Argento | Yohanis Algaw          | Etiopia   | 1h22'50" |      |
| Bronzo  | Wayne Snyman           | Sudafrica | 1h23'38" |      |
| 4       | Simon Muriithi Wachira | Kenya     | 1h24'40" |      |
| 5       | Mohamed Saleh Ragab    | Egitto    | 1h29'42" |      |
| 6       | Tadilo Getu            | Etiopia   | 1h29'57" |      |
| 7       | Allouch Othman         | Marocco   | 1h30'08" |      |
| 8       | Birara Alem            | Etiopia   | 1h34'50" |      |
| 9       | Jerome Caprice         | Mauritius | 1h36'27" |      |